# Windisch-Graetz
Windisch-Graetz er østrigsk uradelsslægt, der historisk er knyttet til Slovenien, Bøhmen, Niederösterreich og Steiermark. Slægten har også en ungarsk gren. I nutiden lever de fleste af slægtens medlemmer i Østrig og Italien. 

## Titler
Slægten har navn efter Slovenj Gradec (tysk: Windischgraz) i Slovenien. Det første kendte medlem var Ulrich von Windisch-Graetz (1242). Der kendes friherrer (baroner) fra 1551 og og grever fra 1557. I 1565 blev et medlem af slægten magnat i Ungarn. I 1682 blev slægten  tysk-romerske rigsgrever. I 1804 erhvervede slægten det lille rigsfyrstendømme Siggen og Eglofs i Regierungsbezirk Tübingen i Württemberg. I 1822 fik slægten østrigske fyrstetitler.  

## Embeder
Slægten havde fremtrædende militære og politiske embeder i Østrig-Ungarn. 

## Europæiske forbindelser
I 1800- og 1900-tallet giftede medlemmer af slægten sig ind i den østrigske kejserfamilie samt de britiske, belgiske og græske kongefamilier.

## Kendte medlemmer af slægten
- Rochus Friedrich zu Lynar, diplomat i dansk tjeneste, søn af komtesse Eva Elisabeth von Windisch-Graetz (1672-1745), dattersøn af grev Adam von Windisch-Graetz (død 1704)
- Alfred, fyrste af Windisch-Graetz (1787-1862), østrigsk feldmarskal

## Fyrster af Windisch-Graetz

### Linje 1
- Alfred 1. fyrste af Windisch-Graetz (1787-1862), østrigsk general
- Alfred 2. fyrste af Windisch-Graetz (1819-1876)
- Alfred 3. fyrste af Windisch-Graetz (1851-1925), østrigsk ministerpræsident 1893-1895, præsident for herrehuset 1897-1918, oldefar til Prins Michael af Kent
- Ludvig Aladar af Windisch-Graetz (1882–1968), nevø til Alfred 3., kongelig ungarsk ernæringsminister

### Linje 2
- Weriand fyrste af Windisch-Graetz (1790-1867)
- Hugo fyrste af Windisch-Graetz (1823-1904), gift med hertuginde Louise af Mecklenburg-Schwerin (1824-1859)
- Hugo Weriand fyrste af Windisch-Graetz (1854-1920), gift med prinsesse Christiane af Auersperg (1866-1962)
  - Eduard Vincenz Heinrich Prinz zu Windisch-Grätz (1891-1974), søn af fyrste Hugo Weriand og prinsesse Christiane, gift med Alexandra Prinzessin von Isenburg (1899-1945)
    - Olga Irma Theresia vom Kinde Jesu Gabrielle Wolfgang Prinzessin zu Windisch-Grätz (f. 1934), datter af prins Eduard Vincenz og prinsesse Alexandra, gift med Karl Anton von Riedemann (f. 1931), der var søn af Mario von Riedemann (1908-1976) og greveinde Elisabeth von Ledebur-Wicheln (1905-1989)
      - Mark Henry von Riedemann (f. 1964), søn prinsesse Olga af Windisch-Grätz og Karl Anton von Riedemann. Mark Henry von Riedemann er gift med komtesse Tatiana af Holstein-Ledreborg (f. 1961) (datter af lengreve Knud Johan Ludvig Holstein-Ledreborg (1919-2001) og prinsesse Marie Gabrielle af Luxembourg (f. 1925))
        - Therese von Riedemann (f. 2000), datter af Mark Henry von Riedemann og komtesse Tatiana
- Hugo Vinzenz Alexander fyrste af Windisch-Graetz (1887-1959), gift med prinsesse Leontine til Fürstenberg (1892-1979)
- Maximilian Antonius fyrste af Windisch-Graetz (1914-1976), gift med Maria Luisa Serra di Gerace (1921-2008)
- Mariano Hugo af Windisch-Graetz (født 1955), diplomat med tilknytning til Vatikanet, gift med modeskribenten ærkehertuginde Sophie Franciska af Østrig (født 1959) (datter af ærkehertug Ferdinand af Habsborg og komtesse Helen til Toerring-Jettenbach, datterdatter af prinsesse Elisabeth af Grækenland og Danmark)
  - Prins Maximilian Hugo (født 1990)
  - Prins Alexis Ferdinand (født 1991, død ved en bilulykke i februar 2010)
  - Prinsesse Larissa Maria Grazia Helen Leontina Maria Luisa (født 1996)

## Yngre søn
Yngre søn af Hugo Vinzenz Alexander fyrste af Windisch-Graetz (1887-1959), gift med prinsesse Leontine til Fürstenberg (1892-1979). Hører til i linje 2.
- prins Friedrich Karl af Windisch-Grätz (1917-2002), gift med prinsesse Dorothea Charlotte Karin af Hessen, født 1934 på Panker, (datter af prinsesse Sophie af Grækenland og Danmark (1914-2001))
  - Prinsesse Marina Margarita Sofia Leontina Christina af Windisch-Grätz (født 3. december 1960), gift med Gyula Lajos Jakabffy den 8. maj 1988. De har to døtre: 
    - Réka Dorothea Sita Jakabffy (født 17. september 1988)
    - Sophia Magdolna Jakabffy (født 27. august 1989)

  - Prinsesse Clarissa  Elisabeth Fiore af Windisch-Grätz (født 5. august 1966), gift med Eric De Waele den 16. november 1985. De har fire børn og to børnebørn:
    - Michel Jean Henri de Waele (født 18. maj 1986), gift med Caroline Libbrecht i 2011. De har to børn:
      - Raphaël De Waele (født 2013)
      - Lucy De Waele (født 2015)

    - Alexander Federico Mark de Waele (født 3. juli 1987)
    - Mathieu Paul Philippe de Waele (født 16. december 1988)
    - Rubi Jade de Waele (født 26. januar 1994)